# Prepona poleti
Prepona poleti är en fjärilsart som beskrevs av Le Moult 1932. Prepona poleti ingår i släktet Prepona och familjen praktfjärilar. Inga underarter finns listade i Catalogue of Life.